# Сарикольці
Сарикольці — один з памірських народів.
Живуть в Синьцзян-Уйгурському автономному районі Китаю у верхів'ях річки Яркенд та Сариколь. Чисельність — близько 25 000 осіб. Переписи населення КНР включають памірські народи (сарикольців, а також ваханців) до складу таджиків, яких в КНР за переписом 2000 було 41 028 осіб, у тому числі у СУАР 39 493 осіб, з яких в Кашгарській префектурі 33 611 осіб, у тому числі в Ташкурган-Таджицькому автономному повіті — 23 350 осіб (84 % від населення повіту).
Сарикольська мова відноситься до північнопамірської підгрупи східної гілки іранської групи мов, тоді як таджики — до західної гілки іранської групи мов.